# 沙田圍村

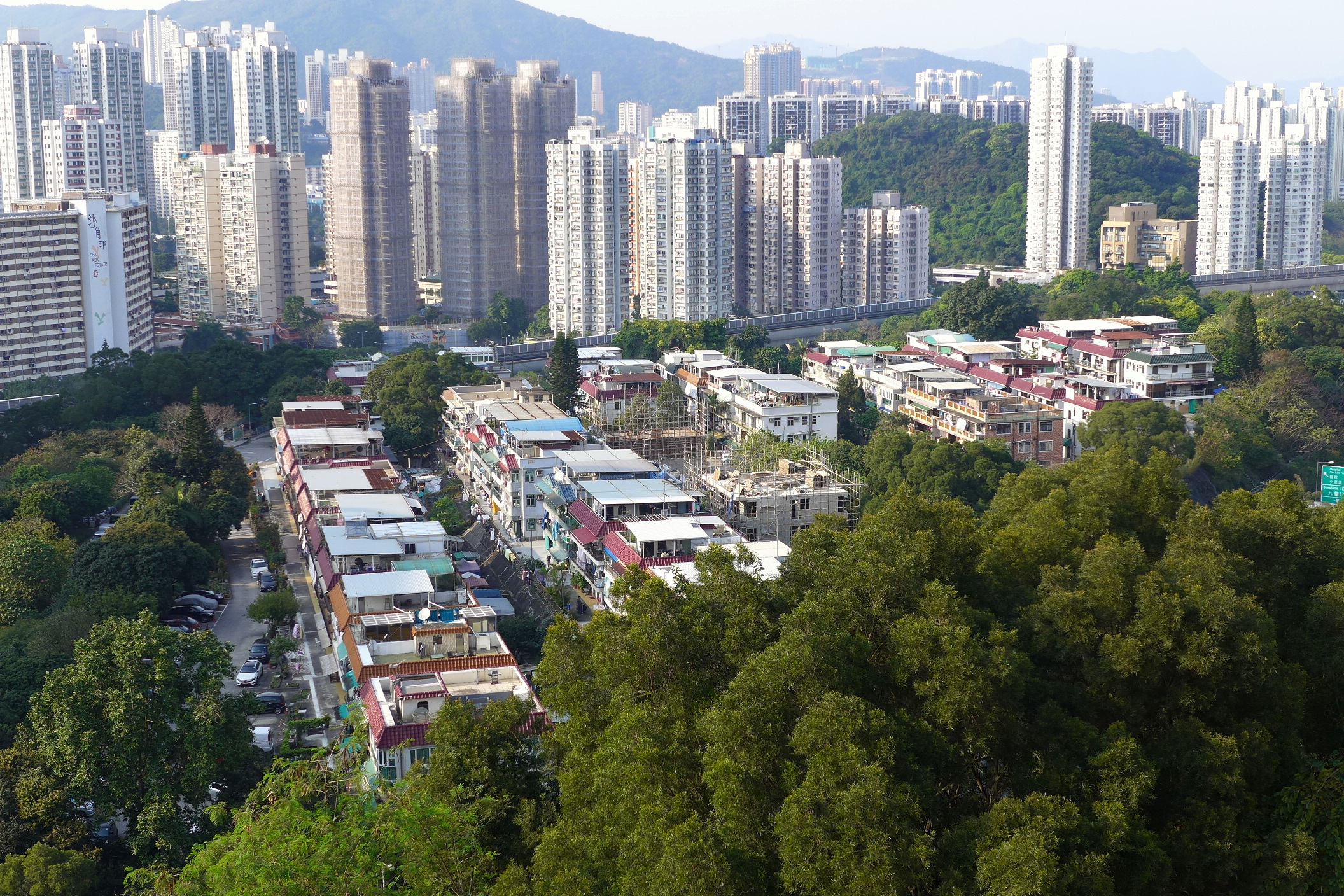
灰窰下村

沙田圍村為香港沙田區的一條鄉村，鄰近博康邨和沙田圍站。
沙田圍為沙田九約中其中一約。

## 歷史
沙田圍建村歷史可以追溯至約350年前的清朝順治初年。當時謝氏、李氏和曾氏從大陸南下到香港發展，曾氏定居多石，而謝氏和李氏則建村沙田圍。後來因人口增長，李氏外遷至牛皮沙，而謝氏亦立分支至謝屋村和灰窰下。

## 鄉郊一般選舉

### 二零一五年鄉郊一般選舉
原居民代表：謝錦榮
居民代表：劉德祥